# Kroknäbbad kungsfiskare
Kroknäbbad kungsfiskare (Melidora macrorrhina) är en fågel i familjen kungsfiskare inom ordningen praktfåglar.

## Utseende och läte
Kroknäbbskungsfiskaren är en rätt stor kungsfiskare med unik tjock tvåfärgad näbb som vid spetsen har en tydlig krok. Vingarna är mörka med stora bruna fläckar, ansiktet är svart med ett ljust streck under ögat och hjässan är strösslad med små prickar. Lätet, som hörs före gryning och efter skymning, börjar mörkt med några ljusare toner som snabbas upp. 

## Utbredning och systematik
Kroknäbbad kungsfiskare placeras som enda art i släktet Melidora. Den delas in i tre underarter:
- M. m. waigiuensis – förekommer på Waigeo Island (Västpapua)
- M .m. macrorrhina – förekommer på Nya Guinea, Misool, Salawati och Batantaöarna
- M. m. jobiensis – förekommer på Yapen och norra Nya Guinea (Geelvink till Astrolabe Bay)

## Levnadssätt
Kroknäbbad kungsfiskare är en vanlig fågel i skogsområden i lågland och lägre bergstrakter, till och med i plantage. Den är dock mycket svår att få syn på och hörs mycket oftare än ses. 

## Status och hot
Arten har ett stort utbredningsområde, men tros minska i antal, dock inte tillräckligt kraftigt för att den ska betraktas som hotad. Internationella naturvårdsunionen IUCN listar arten som livskraftig (LC).